# FN's forvaltningsråd
FN's forvaltningsråd, også kaldet Tilsynsrådet, (engelsk: United Nations Trusteeship Council) er et af hovedorganerne i Forenede Nationer (FN), der blev oprettet for at sørge for, at de ikke-selvstyrende territorier blev forvaltet med bedste hensyn til indbyggerne og international fred og sikkerhed. 
Da alle forvaltningsterrotorierne, hvor af de fleste var Folkeforbundets mandatområder, nu har opnået selvstyre eller uafhængighed, enten som selvstændige stater eller ved sammenslutning med uafhængige stater. Det sidste var Palau, der blev medlem af FN i 1994. Som følge af, at rådets opgave således er udført, blev forvaltningsrådet suspenderet 1. november 1994 og eksisterer således kun formelt. En endelig nedlæggelse af rådet kræver en ændring af FN-pagten. Siden 2005 har rådet været ledet af Michel Duclos, mens Adam Thomson er vicepræsident. Deres opgave er alene at mødes med lederne af FN's øvrige hovedorganer, oprindeligt årligt, men siden 2004 kun efter behov.